# Произведено в Америка
„Произведено в Америка“ (на английски: Made in America) е американска комедия, излязла по кината на 28 май 1993 г. от Уорнър Брос с участието на Упи Голдбърг, Тед Дансън, Ния Лонг, Дженифър Тили и Уил Смит. Филмът е режисиран от Ричард Бенджамин. Той е заснет на различни места в Оукланд, Калифорния и в Техническата гимназия в Оукланд.
Забележителна песен на саундтрака е „Цветовете на любовта“, написана от Карол Байер Сайгър, Джеймс Инграм и Брус Робъртс и продуцирана от Дейвид Фостър, която се позовава на историческата линия.

## Сюжет
Зората Матюс (Лонг), чиято майка Сара (Голдбърг) я заченала с помощта на анонимния донор на сперматозоиди, открива, че баща ѝ е бял мъж на име Хал Джаксън (Дансън). Това е сериозен шок за Сара, която изрично е поискала черен дарител. На всичкото отгоре, Джаксън е силен, пропагандиращ автомобил продавач, който се сблъсква с интелектуалността на Сара. Филмът се върти около Зора и скалната връзка на майка ѝ с Джаксън. Джаксън в крайна сметка идва да обича дъщеря си и майка си.

## Дублажи

### bTV(2008)
| Преводач            | Даниела Славчева                                                                                |
| Тонрежисьор         | Галина Наумова                                                                                  |
| Режисьор на дублажа | Чавдар Монов                                                                                    |
| Озвучаващи артисти  | Силвия Лулчева Гергана Стоянова Вилма Карталска Даниел Цочев Христо Чешмеджиев Любомир Младенов |

### Диема Вижън
| Озвучаващи артисти | Ани Василева Васил Бинев Силви Стоицов |

## Външни прерпатки
- „Произведено в Америка“ в kino.dir.bg
- „Произведено в Америка“ в  Internet Movie Database
- „Произведено в Америка“ в  Allmovie